# Гигер, Вальтер Бруно
Вальтер Бруно Гигер (нем. Walter Bruno Gyger; 3 ноября 1946, Реэтобель, кантон Аппенцелль-Ауссерроден, Швейцария) — швейцарский дипломат, чрезвычайный и полномочный посол Швейцарской Конфедерации в Российской Федерации (с 2009). Доктор философии по политологии.

## Биография
После завершения изучения банковского дела в Университете Санкт-Галлена в Швейцарии в 1974 году В. Гигер поступил на работу в Федеральный департамент иностранных дел (FDFA) Конфедерации. Выполнял дипломатические миссии в Иране, Женеве, Париже и Бонн, затем был переведен в Берн, где был назначен на должность заместителя директора по международным организациям в швейцарском министерстве иностранных дел.
В 1991 году отправлен послом в Сенегал, Мали, Кабо-Верде, Гвинею-Бисау и Гамбию. В 1994 году назначен главой постоянного представительства Швейцарии при ООН в Женеве.
В 1999 году правительство Швейцарии направило В. Гигера в качестве посла в Индию, Непал, Бангладеш и Бутан. В 2004—2008 годах — посол в Турции. С марта 2007 года по декабрь 2007 года также был аккредитован в качестве посла в Азербайджанской Республике.
С 2009 года — чрезвычайный и полномочный посол Швейцарской Конфедерации в Российской Федерации.
С января 2012 года возглавляет Женевский дипломатический клуб (объединяющий 35 000 дипломатов и международных гражданских дипслужащих).
С 2015 года он представляет международную организацию Rotary International в Женеве.
Женат на турчанке. У них трое детей.